# Carapa akuri
Espèce
Classification phylogénétique
Le Carapa akuri est une espèce d'arbre de canopée, indigène de Guyane centrale, appartenant à la famille des Meliaceae et au genre des Carapae,.

## Description
Le Carapa akuri est un grand arbre de canopée pouvant mesurer jusqu'à 35 mètres. La base de son tronc peut mesurer de 80 à 100 cm de diamètre, et est glabre, les premières branches apparaissant à partir d'une vingtaine de mètres au-dessus du sol.